# María, madre de Jesús (1999)
María, madre de Jesús es una película televisiva de 1999 que vuelve a contar la historia de Jesús a través de los ojos de la virgen María, su madre. Está protagonizada por las actrices suecas Pernilla August y Melinda Kinnaman como Mary, el actor inglés David Threlfall como Joseph y el actor británico Christian Bale como Jesús. La película fue producida por la estadounidense Eunice Kennedy Shriver y transmitida por NBC.

## Sinopsis
La película enfatiza la importancia de María en la vida de Jesús, sugiriendo que sus parábolas fueron inspiradas por las historias que ella le contó en su infancia. Esto y detalles similares sobre la educación de Jesús no pueden ser confirmados, pero ciertamente no son imposibles. El Jesús resucitado también se aparece a su madre en privado. Este evento no se encuentra en los Evangelios, pero probablemente se basa en una antigua tradición católica (no en la enseñanza oficial) de que él se le apareció a ella en primer lugar. La tradición influyó en los Ejercicios Espirituales de Ignacio de Loyola, entre otros. La película termina con María sugiriendo que los discípulos deberían comenzar a predicar acerca de su hijo.

## Reparto
- Christian Bale como Jesús de Nazaret.
- Pernilla August como Virgen María.
- Melinda Kinnaman como Virgen María (joven).
- David Threlfall como Jose de Nazaret.
- Simone Bendix como María Magdalena.
- Robert Addie como Poncio Pilato.

## Recepción
La película actualmente aguanta una 48% puntuación de audiencia en  Rotten Tomatoes.